# Benedykt Dybowski
Benedykt Tadeusz Dybowski (del ruso: Венедикт (Бенедикт) Иванович Дыбовский), Venedikt (o Benedikt) Ivánovich Dybovski; 12 de mayo de 1833-31 de enero de 1930 fue un naturalista y médico polaco. Era hermano del naturalista polaco Władysław Dybowski y primo del explorador francés Jean Dybowski.

## Biografía
Benedykt Dybowski nació en Adamaryn, en el uyezd de Novogrúdok, en la Gubernia de Grodno del Imperio Ruso.
Estudió medicina en la Universidad de Dorpat (actual Tartu, en Estonia), y posteriormente estudió en la Universidad de Breslavia y obtuvo su doctorado en la Universidad de Berlín. Participó en expediciones para buscar y estudiar peces marinos y crustáceos. Consiguió un puesto de profesor de Zoología en la facultad principal de Varsovia, entonces bajo la administración del Imperio Ruso.
Participó en el Levantamiento de Enero (1863-1864), hecho por el que fue arrestado y condenado a muerte, aunque su sentencia fue reducida a 12 años en Siberia.
Empezó a estudiar la historia natural de Siberia y, en 1866, el gobernador Muraviov eximió a Dybowski de los trabajos forzados (kátorga), renovó sus derechos civiles y le propuso trabajar como doctor en un hospital.
Se estableció en el pequeño pueblo de Kultuk y comenzó un estudio detallado del Lago Baikal con alguna ayuda técnica por parte de la Sociedad Geográfica Rusa. Ejerció como médico para la población indígena de Kamchatka, las Islas Aleutianas, las Islas del Comandante y la Isla de Bering, lo que le supuso hacer cuatro viajes al año entre las áreas pobladas de la zona.
Tras volver de Asia, prosiguió su trabajo de investigación en la Universidad de Leópolis en 1883. Presidió la Sociedad Copérnico de Naturalistas Polacos entre 1886 y 1887.
En 1927, la Academia de Ciencias de la Unión Soviética eligió a Dybowski como miembro correspondiente. En 1921, le fue concedido un doctorado honoris causa de la Universidad de Varsovia, y, en 1923, otro de la Universidad de Vilna.
Dybowski pasó los últimos años de su vida en Leópolis, en su residencia de la calle Kubánskaya, 12. Falleció a los 97 años, y fue enterrado en el cementerio leopolitano de Łyczakowski, junto con otros partícipes del Levantamiento de 1863.
La mayor parte de su colección de especímenes zoológicos y botánicos se encuentra en el Museo Zoológico de Leópolis.
El anfípodo (Gammaracanthuskytodermogammarus loricatobaicalensis), supuestamente procedente del Lago Baikal y nombrado por él, fue considerado el nombre científico más largo, aunque, en la actualidad, el nombre no se considera válido.
En febrero de 2014, el explorador Jacek Pałkiewicz presentó una placa en memoria de Dybowski en Petropávlovsk-Kamchatski.